# Клеверли-Бисман, Шарлотта
Шарло́тта Лю́си Кле́верли-Би́сман (англ. Charlotte Lucy Cleverley-Bisman; род. 24 ноября 2003, Уаихеке, Окленд, Новая Зеландия) — новозеландская девочка, перенёсшая менингококковую инфекцию в возрасте одного года. Шарлотта стала известна как лицо кампании за вакцинацию против менингита.

## Менингит в Новой Зеландии
В 2004 году в Новой Зеландии уже тринадцатый год продолжалась эпидемия менингококковой инфекции, вызываемой бактерией менингококком и дающей такие осложнения, как заражение крови. В большинстве стран Запада частота заболевания не превышает 3 случая на 100 000 человек. В 1991 году, до начала эпидемии, в Новой Зеландии количество пациентов с менингитом превышало среднюю статистику на 1,5 процента. Пик заболевания пришёлся на 2001 год, когда 5400 новозеландцев заболело, из которых погибли 220 и ещё 1080 получили инвалидность. 8 из 10 заболевших были лица, не достигшие 20-летнего возраста, 5 из 10 — до 5 лет включительно.

## Первый год жизни
Шарлотта Клеверли-Бисман родилась 24 ноября 2003 года в Уаихеке, регион Окленд, Новая Зеландия. Её отцом был Перри Бисман, матерью — Пэм Клеверли.

## Заболевание
В 3 часа утра 17 июня 2004 года Клеверли-Бисман вырвало, после чего она начала кричать и метаться в кровати, что родители девочки списали на прорезывание зубов. Через несколько часов у Шарлотты появилось небольшое пятно на шее. Её мать обратилась в Медицинский Центр Уаихеке, где врач диагностировал у девочки менингококцемию. В течение 10 минут всё тело ребёнка покрылось петехиями. Шарлотте ввели инъекцию пенициллина и на вертолёте отправили в детский госпиталь. В течение часа количество пятен увеличилось, кожа Клеверли-Бисман приняла фиолетовый оттенок, а конечности почернели. Девочка была дважды реанимирована. Доктора подключили её к аппаратам продления жизни, поддерживающие её дыхание.
На второй день врачи объявили родителям Шарлотты, что, если она выживет, у неё нужно будет ампутировать левую руку, чтобы не допустить развитие гангрены. К концу июня доктора пришли к выводу, что придётся ампутировать все четыре конечности девочки. Это было сделано 2 июля.

## Реабилитация
После выздоровления Шарлотта провела два с половиной месяца в госпитале. В ноябре она вернулась домой в Уаихеке. История Шарлотты получила широкую известность в Новой Зеландии. За время пребывания девочки в больнице добровольцы пожертвовали ей 60 тысяч новозеландских долларов. Деньги были израсходованы на лечение ребёнка менее чем за год.
Перри Бисман и Пэм Клеверли добились, чтобы история их дочери стала общенационально известной, надеясь, что родители маленьких детей, зная, как быстро развивается болезнь и каким последствиям может привести, не будут отказываться от вакцинации. Вместе с другой девочкой из Окленда, перенёсшей менингит, Клеверли-Бисман стала лицом кампании за вакцинацию против менингококковой инфекции.
В 2008 году Шарлотта начала ходить, используя протезы и костыли, а к октябрю 2009 года отказалась от костылей. В августе 2011 года она посетила лагерь «No Limits», предназначенный для детей с ампутированными конечностями.

## Награды
В декабре 2008 года, в возрасте пяти лет, на первой церемонии вручения премии «TVNZ’s inaugural Attitude award», предназначенной для инвалидов, Шарлотта удостоилась награды в номинации «Spirit award».